# Tuvalu en los Juegos Olímpicos de Río de Janeiro 2016
Tuvalu participó en los Juegos Olímpicos de Río de Janeiro 2016 con un deportista, Etimoni Timuan, que compitió en los 100 metros de atletismo y que fue el abanderado en la ceremonia de apertura.

## Participantes
Atletismo
| Atleta          | Evento               | Eliminatoria | Eliminatoria | Cuartos de final | Cuartos de final | Semifinal | Semifinal | Final     | Final     |
| Atleta          | Evento               | Tiempo       | Posición     | Tiempo           | Posición         | Tiempo    | Posición  | Tiempo    | Posición  |
| --------------- | -------------------- | ------------ | ------------ | ---------------- | ---------------- | --------- | --------- | --------- | --------- |
| Etimoni Timuani | 100 metros masculino | 11.81        | 7            | No avanzó        | No avanzó        | No avanzó | No avanzó | No avanzó | No avanzó |